# 케냐의 국가
모든 만물의 주여(스와힐리어: Ee Mungu Nguvu Yetu 에 뭉구 응우부 예투)는 케냐의 국가이다. 그레이엄 히슬로프, 토마스 칼루메, 피터 키부코샤, 워싱턴 오몬디, 조지 W. 세노가 자케가 제작하였으며 1963년 독립과 함께 제정되었다.
독립 전에는 《사자의 땅》을 국가로 사용했다.

## 스와힐리어가사
1절
Ee Mungu nguvu yetu

Ilete baraka kwetu

Haki iwe ngao na mlinzi

Natukae na undugu

Amani na uhuru

Raha tupate na ustawi.

2절
Amkeni ndugu zetu

Tufanye sote bidii

Nasi tujitoe kwa nguvu

Nchi yetu ya Kenya

Tunayoipenda

Tuwe tayari kuilinda.

3절
Natujenge taifa letu

Ee ndio wajibu wetu

Kenya istahili heshima

Tuungane mikono

Pamoja kazini

Kila siku tuwe na shukrani.

## 영어해석
1절
O God of all creation
Bless this our land and nation
Justice be our shield and defender
May we dwell in unity
Peace and liberty
Plenty be found within our borders.
2절
Let one and all arise
With hearts both strong and true
Service be our earnest endeavour
And our homeland of Kenya
Our Heritage of splendour
Firm may we stand to defend
3절
Let all with one accord
In common bond united
Build this our nation together
And the glory of Kenya
The fruit of our labour
Fill every heart with thanksgiving.

## 한국어해석
1절
모든 만물의 주여,
우리의 영토와 국가를 축복하사,
우리의 정의를 방어하소서.
우리는 평화와 자유로써
통일할 수 있나이까,
우리의 경계 안에서 충만히 발견케 하소서.
2절
모두 일어나소서.
힘과 진실, 마음도 함께
기꺼이 우리의 성실한 노력을 바치겠나이다
그리고 케냐의 우리 고향
장엄한 유산
우리는 굳세게 방어에 대비하겠나이다
3절
우리 모두 함께 하나로 단결하리
공동으로 합심하여
함께 나라를 이루리
그리고 케냐의 영광
우리의 노동의 과실을
모두의 마음에 감사를 담아 채워주소서.